# Rinard
Rinard és una població dels Estats Units a l'estat d'Iowa. Segons el cens del 2000 tenia 72 habitants.

## Demografia
Segons el cens del 2000, Rinard tenia 72 habitants, 28 habitatges, i 18 famílies. La densitat de població era de 27,8 habitants/km².
Dels 28 habitatges en un 39,3% hi vivien nens de menys de 18 anys, en un 60,7% hi vivien parelles casades, en un 3,6% dones solteres, i en un 35,7% no eren unitats familiars. En el 35,7% dels habitatges hi vivien persones soles el 14,3% de les quals corresponia a persones de 65 anys o més que vivien soles. El nombre mitjà de persones vivint en cada habitatge era de 2,57 i el nombre mitjà de persones que vivien en cada família era de 3,39.
Per edats la població es repartia de la següent manera: un 33,3% tenia menys de 18 anys, un 2,8% entre 18 i 24, un 29,2% entre 25 i 44, un 20,8% de 45 a 60 i un 13,9% 65 anys o més.
L'edat mediana era de 36 anys. Per cada 100 dones de 18 o més anys hi havia 128,6 homes.
La renda mediana per habitatge era de 16.875 $ i la renda mediana per família de 26.250 $. Els homes tenien una renda mediana de 25.625 $ mentre que les dones 13.125 $. La renda per capita de la població era de 10.706 $. Entorn del 26,7% de les famílies i el 27,4% de la població estaven per davall del llindar de pobresa.

## Poblacions més properes
El següent diagrama mostra les poblacions més properes.